# John Arthurs
John Charles Arthurs (Nueva Orleans, Luisiana, 15 de agosto de 1947) es un exjugador de baloncesto estadounidense que disputó una temporada en la NBA. Con 1,93 metros de estatura, jugaba en la posición de base.

## Trayectoria deportiva

### Universidad
Jugó durante tres temporadas con los Green Wave de la Universidad Tulane, donde acabó como máximo anotador histórico de su universidad con 1.501 puntos, promediando en su última temporada 25,6 puntos por partido. Jugó también de primera base en el equipo de béisbol de la universidad.

### Profesional
Fue elegido en la septuagésimo tercera posición del Draft de la NBA de 1969 por Milwaukee Bucks, y también por New Orleans Buccaneers en el draft de la ABA, firmando por los primeros. Allí llegó a disputar únicamente 11 partidos en los que promedió 3,2 puntos y 1,5 asistencias.
Al año siguiente fue traspasado a Detroit Pistons, quienes finalmente lo enviaron a Atlanta Hawks como parte del traspaso de Walt Bellamy, pero no llegó a formar parte de la plantilla del equipo de Georgia.

## Estadísticas de su carrera en la NBA

### Temporada regular
| Temporada | Edad | Equipo          | Liga | P  | TIT | MIN | TC  | TCA | %TC  | 3P | 3PA | %3P | TL  | TLA | %TL  | R.OF. | R.DEF. | REB | ASIS | ROB | TAP | PER | FP  | PTS |
| 1969-70   | 22   | Milwaukee Bucks | NBA  | 11 |     | 7.8 | 1.1 | 3.2 | .343 |    |     |     | 1.0 | 1.4 | .733 |       |        | 1.3 | 1.5  |     |     |     | 1.4 | 3.2 |
| Total     |      |                 | NBA  | 11 |     | 7.8 | 1.1 | 3.2 | .343 |    |     |     | 1.0 | 1.4 | .733 |       |        | 1.3 | 1.5  |     |     |     | 1.4 | 3.2 |